# Zvonice (Pocheň)
Dřevěná zvonice stojí uprostřed osady Pocheň v blízkosti požární zbrojnice na katastrálním území Úblo obce Brumovice v okrese Opava. Drobná stavba z první poloviny 19. století je dokladem kvalitní tesařské práce lidového stavitelství. Je chráněná jako kulturní památka od roku 1958 a je zapsaná v Ústředním seznamu kulturních památek ČR pod číslem 18574/8-2537.

## Popis
Zvonička je dřevěná bedněná hranolová stavba na půdorysu čtverce. Spáry mezi deskami překrývají lišty. Zvonice je zakončena stříškou ve tvaru komolého jehlanu, na němž je protáhlá cibule s polygonální lucernou. Střecha je krytá břidlicí. Zvonička byla opravována po roce 1980.